# Blaues Blut
Der Begriff Blaues Blut (auch „Blaublut“, adj. „blaublütig“, als Redewendung „blaues Blut haben“) findet international auch heute noch seine Anwendung auf Menschen, die aus adeligen Familien stammen bzw. der Aristokratie zugehörig sind.

## Etymologie
Laut einer Hypothese soll der Ausdruck darauf beruhen, dass tiefer gelegene Adern hellhäutiger Menschen bläulich wirken. Die vermeintliche ‚Blaufärbung‘ des Blutes rührt daher, dass der rote (langwellige) Anteil des Lichtes deutlich tiefer in das Gewebe eindringt und vom Blut absorbiert wird, während der blaue (kurzwellige) Farbanteil des Lichtes von der Haut verstärkt reflektiert wird und kaum in das Gewebe eindringen kann.
Häufig sind Darstellungen, wonach der Ausdruck seinen Ursprung im mittelalterlichen Königreich Kastilien habe. Unter der maurischen Herrschaft in Hispanien (711–1492) sei die Bezeichnung „blaues Blut“ (spanisch „Sangre azul“) auf die von den germanischen Westgoten abstammende Oberschicht zur Anwendung gekommen. Deren bläulich schimmernde Adern hätten für die dunkelhäutige einheimische Bevölkerung und die aus dem arabischen Raum und Nordafrika stammenden Mauren und Berber wie mit blauem Blut durchflossen ausgesehen. Später sei der Begriff auf die führenden Adeligen und namentlich auf die königlichen Geschlechter Kastiliens bezogen worden. Diese Herleitung kam wohl im 19. Jahrhundert auf, zeitgenössische Belege fehlen jedoch vollständig. Gegen die Hypothese spricht auch, dass im Spanischen der frühen Neuzeit als Begriff für „reines“ Blut eher der Ausdruck sangre goda („gotisches Blut“) geläufig war, während sangre azul erst später nachweisbar ist. Der Dichter José de Vargas Ponce (1760–1821) setzt sangre azul sogar dem wertvolleren sangre goda gegenüber:

«No mi mujer visite a todo el mundo

De sangre azul por ser de sangre goda»

„Meine Frau soll nicht mit der ganzen Welt vom blauen Blut verkehren, weil sie von gotischem Blut ist.“

In den europäischen Adelskreisen galt die Hellhäutigkeit als Schönheitsideal. Braun gebrannte Haut als Zeichen der der Sonne schutzlos ausgelieferten, im Freien arbeitenden Bevölkerung war beim Adel verpönt. Um auf keinen Fall „bäuerlich“ zu wirken, vermieden die edlen Herrschaften jeden Kontakt mit der Sonne durch Kopfbedeckungen und Schirme oder indem sie in ihren Häusern verblieben. Von daher kommt auch der Begriff der „vornehmen Blässe.“ Für die spanischen Adeligen war der Erhalt ihrer Hellhäutigkeit unter der südeuropäischen Sonne umso schwerer. Durch Heiratsverbindungen mit nordeuropäischen Adelshäusern behielten und kultivierten sie ihre „noble Blässe“.
Eine Hypothese besagt, dass sich kastilische Aristokratenfamilien des Mittelalters selbst der Bezeichnung bedient hätten, um ihre „rein spanische“ Herkunft, frei von maurischen und jüdischen Ahnen, zu betonen. Auch diese Hypothese kann nicht durch zeitgenössische Quellen belegt werden.
Nach einer weiteren Hypothese wäre der Begriff des „blauen Blutes“ zur Zeit der Kreuzzüge im Nahen Osten entstanden. Auch in diesem Fall würde diese Bezeichnung auf die ansässige Bevölkerung zurückgehen, für die es auf Grund der hellen Haut der Kreuzritter so aussah, als hätten diese blaues Blut in den Adern fließen. Auch für diese Hypothese gibt es keinerlei Belege.
Tatsächlich verweisen alle Quellen darauf, dass „blaues Blut“ als Lehnübersetzung auf span. sangre azul zurückgeht, doch reichen die Belege nicht weiter als bis in das 18. Jahrhundert zurück. Die frühesten literarischen Belege finden sich um 1780 bei Nicolás Fernández de Moratín (1737–1780) und 1808 bei José de Vargas Ponce.

## Begriffsverwendung in Europa
Dem Bertelsmann Wörterbuch zufolge galt „Blaublütigkeit“ als eine germanische Eigenschaft. So hätte zum Beispiel der französische Schriftsteller Alphonse de Lamartine (1790–1869) „vom roten Blut der Franzosen und dem blauen Blut der Germanen“ geschrieben. Erst zum Beginn des 19. Jahrhunderts kam „blaublütig“ als Synonym und als angebliches Kennzeichen des Adels und der Aristokratie nach Mitteleuropa. „Blaublüter“ als Bezeichnung für Menschen aus dem Adel tauchte erstmals um 1800 (als Jahreszahl 1810 laut Röhrich) im deutschsprachigen Raum „als leicht abschätzige Umschreibung für die Herrschaften von und zu“ auf.
Die Redewendung vom „Blaublüter“ wirkt nach Meinung von Leonardo (WDR) heute altmodisch; in Frankreich („le sang bleu“) werde er kaum noch verwendet und gelte in England („Blue blood“) als ausgestorben. Nach Bertelsmann wird „blaublütig“ in der heutigen Zeit eher in ironischer Weise verwendet.
Ideologisch wurden die restriktiven Heiratsregeln durch den Glauben an eine „göttliche Kraft“ „guten Blutes“ überhöht, die, so meinte man, durch Eheschließung und Fortpflanzung mit Inhabern gleichen oder gleichrangigen „edlen“ Geblütes verstärkt werde. Auf diese auch vom Volk geglaubte Ideologie gehen heute noch benutzte Ausdrücke wie „von adeligem Geblüt“ oder von „blauem Blut“ zurück.